# Sonate pour piano no 20 de Beethoven
Pour les articles homonymes, voir Sonate pour piano (homonymie).
La Sonate pour piano no 20 en sol majeur, opus 49 no 2, de Ludwig van Beethoven, fut composée en 1796. Il s'agit seulement de sa quatrième sonate pour piano dans l'ordre chronologique, mais elle ne parut qu'en 1805 en même temps que la no 19, ce qui explique son numéro d'opus avancé. Comme l'opus 49 no 1, elle est intitulée « Sonate facile » (Leichte Sonate) et parfois qualifiée de « Sonatine ». Elle comporte deux mouvements et dure environ huit minutes :
1. Allegro ma non troppo
2. Tempo di Menuetto

Les deux mouvements sont dans la même tonalité de sol majeur. Le premier est de forme sonate classique. Le second est un rondo dont le thème récurrent prend la forme d'un menuet ; ce thème a été réutilisé par Beethoven dans son septuor opus 20.